# Anna Olegovna Karnauh
Anna Olegovna Karnauh (oroszul Анна Олеговна Карнаух) (Kirisi, 1993. augusztus 31. –) olimpiai és világbajnoki bronzérmes orosz vízilabdázónő, kapus. 1,70 méter magas.
Az orosz női vízilabda-válogatott tagjaként részt vett a 2012. évi nyári olimpiai játékokon, a női csoportkörben, ahol végül a magyar válogatott 11–10-re búcsúztatta őket a negyeddöntőben.
2015. július 28-án a 2015-ös női vízilabda-világbajnokság keretein belül ismét a magyarokkal találkozott a válogatott, amely ezúttal 13–11-re legyőzte őket. A kapus ezen a mérkőzésen is Karnauh volt.
A 2016-os olimpián Rio de Janeiróban a magyar csapat elleni tizenegyespárbajt megnyerve csapatával a harmadik helyen végzett és ezzel bronzérmes lett.

A 2020-as női vízilabda-Európa-bajnokságon ezüstérmes volt és megválasztották a legjobb kapusnak.